# Perłopiórki
Perłopiórki (Robsoniinae) – monotypowa podrodzina ptaków z rodziny świerszczaków (Locustellidae).

## Rozmieszczenie geograficzne
Podrodzina obejmuje gatunki występujące w Filipinach (Luzon i Catanduanes).

## Morfologia
Długość ciała 20–22 cm; masa ciała 49,3–65 g.

## Systematyka
Podrodzinę wyodrębnił w 2025 roku międzynarodowy zespół zoologów – Holender George Sangster, Francuz Jimmy Gaudin i Szwed Per Alström – w artykule zatytułowanym Nowa podrodzina dla Robsonius (Locustellidae), opublikowanym w czasopiśmie „Bulletin of the British Ornithologists’ Club”. Rodzaj Robsonius zdefiniował w 2006 roku brytyjski ornitolog Nigel James Collar w artykule zatytułowanym Częściowa rewizja taksonomiczna tymaliowatych (Timaliidae), opublikowanym w czasopiśmie „Forktail”. Gatunkiem typowym jest (oryginalne oznaczenie) perłopiórek rdzawouchy (R. rabori).

### Etymologia
Robsonius: Craig Richard Robson (ur. 1959), brytyjski ornitolog.

### Podział systematyczny
Do podrodziny należy jeden rodzaj wraz z następującymi gatunkami:
- Robsonius thompsoni Hosner, Boggess, Alviola, Sánchez-González, Oliveros, Urriza & Moyle, 2013 – perłopiórek bursztynowy
- Robsonius rabori (Rand, 1960) – perłopiórek rdzawouchy
- Robsonius sorsogonensis (Rand & Rabor, 1967) – perłopiórek szarouchy